# نشان ملی کوزوو
نشان ملی جمهوری کوزوو[a] معرفی شد اما هنوز به‌طور رسمی به تصویب نرسیده است. این نشان پس از اعلام استقلال یک جانبه کوزوو از صربستان توسط پارلمان کوزوو در پایتخت این کشور در ۱۷ فوریهٔ ۲۰۰۸ رسمیت یافت. در این نشان شش ستاره سفید در یک قوس فوق آسمان نقشه کوزوو دیده می‌شود. این نشان اقتباسی از پرچم کوزوو است.

## یادداشت
- یک.   ^ سرزمین کوزوو محل مناقشه میان جمهوری کوزوو و جمهوری صربستان است. جمهوری کوزوو در ۱۷ فوریه ۲۰۰۸ به طور یک‌جانبه اعلان استقلال کرد اما صربستان همچنان آن را جزئی از خاک خود تلقی می‌نماید. دو کشور در سال ۲۰۱۳ در پی توافق بروکسل اقدام به عادی‌سازی روابط نمودند. ۱۱۳ کشور از ۱۹۳ کشور عضو سازمان ملل متحد، کوزوو را به عنوان کشوری مستقل به رسمیت شناخته‌اند و ۱۰ کشور از اقدام خود بازگشته‌اند.